# Мейвілл (Мічиган)
Мейвілл (англ. Mayville) — селище (англ. village) в США, в окрузі Тускола штату Мічиган. Населення — 922 особи (2020).

## Географія
Мейвілл розташований за координатами 43°20′9″ пн. ш. 83°21′3″ зх. д. / 43.33583° пн. ш. 83.35083° зх. д. (43.335954, -83.350804).  За даними Бюро перепису населення США в 2010 році селище мало площу 2,99 км², з яких 2,94 км² — суходіл та 0,05 км² — водойми.

### Клімат
| Клімат : Мейвілл      | Клімат : Мейвілл | Клімат : Мейвілл | Клімат : Мейвілл | Клімат : Мейвілл | Клімат : Мейвілл | Клімат : Мейвілл | Клімат : Мейвілл | Клімат : Мейвілл | Клімат : Мейвілл | Клімат : Мейвілл | Клімат : Мейвілл | Клімат : Мейвілл | Клімат : Мейвілл |
| Показник              | Січ.             | Лют.             | Бер.             | Квіт.            | Трав.            | Черв.            | Лип.             | Серп.            | Вер.             | Жовт.            | Лист.            | Груд.            | Рік              |
| Середній максимум, °C | −1,1             | 0,0              | 6,1              | 14,4             | 21,1             | 26,7             | 28,9             | 27,2             | 23,3             | 16,7             | 8,3              | 1,1              | 14,4             |
| Середній мінімум, °C  | −10              | −8,9             | −4,4             | 1,1              | 6,7              | 11,7             | 14,4             | 13,3             | 9,4              | 3,9              | −1,7             | −6,7             | 2,2              |
| Норма опадів, мм      | 43               | 33               | 51               | 71               | 71               | 84               | 79               | 76               | 89               | 66               | 64               | 48               | 775              |
| --------------------- | ---------------- | ---------------- | ---------------- | ---------------- | ---------------- | ---------------- | ---------------- | ---------------- | ---------------- | ---------------- | ---------------- | ---------------- | ---------------- |
| Джерело: Weatherbase  |                  |                  |                  |                  |                  |                  |                  |                  |                  |                  |                  |                  |                  |

## Демографія
Згідно з переписом 2010 року, у селищі мешкало 950 осіб у 369 домогосподарствах у складі 235 родин. Густота населення становила 318 осіб/км².  Було 432 помешкання (145/км²).
Расовий склад населення:
| - 96,1 % — білих - 0,5 % — чорних або афроамериканців - 0,2 % — корінних американців - 0,2 % — азіатів |

До двох чи більше рас належало 2,4 %. Частка іспаномовних становила 2,5 % від усіх жителів.
За віковим діапазоном населення розподілялося таким чином: 25,4 % — особи молодші 18 років, 54,5 % — особи у віці 18—64 років, 20,1 % — особи у віці 65 років та старші. Медіана віку мешканця становила 41,1 року. На 100 осіб жіночої статі у селищі припадало 90,0 чоловіків;  на 100 жінок у віці від 18 років та старших — 86,6 чоловіків також старших 18 років.
Середній дохід на одне домашнє господарство  становив 42 002 долари США (медіана — 35 568), а середній дохід на одну сім'ю — 50 730 доларів (медіана — 40 625). Медіана доходів становила 25 375 доларів для чоловіків та 27 031 долар для жінок. За межею бідності перебувало 22,9 % осіб, у тому числі 32,6 % дітей у віці до 18 років та 7,3 % осіб у віці 65 років та старших.
Цивільне працевлаштоване населення становило 406 осіб. Основні галузі зайнятості: освіта, охорона здоров'я та соціальна допомога — 28,1 %, роздрібна торгівля — 14,0 %, виробництво — 13,3 %.